# Rumohra berteroana
Rumohra berteroana là một loài thực vật có mạch trong họ Dryopteridaceae. Loài này được (Colla) Rodr. miêu tả khoa học đầu tiên năm 1972.